# ۱۰ آبان
۱۰ آبان دویست و بیست و ششمین روز سال در گاه‌شماری خورشیدی است. به پایان سال ۱۳۹ روز (۱۴۰ روز در سال کبیسه) باقی‌است.

## رویدادها
- ۱۳۰۵ - انقراض قاجاریه
- ۱۳۰۵ - تشکیل سلسله شاهنشاهی پهلوی

## زادروزها
- ۱۳۰۳ - مرتضی احمدی، بازیگر، گوینده و خواننده
- ۱۳۳۴ - لادن ژاوه وند، بازیگر
- ۱۳۶۱ - محرم نویدکیا، بازیکن فوتبال
- ۱۳۶۷ - سحر محمدی، خواننده آواز سنتی

## درگذشت‌ها
- ۱۳۵۸ ‐ سید محمدعلی قاضی طباطبایی، روحانی و اولین شهید محراب
- ۱۳۷۰ - هوشنگ بهشتی، بازیگر
- ۱۳۷۰ - جلال ملکشاه، شاعر و نویسنده کُرد

## مناسبت‌ها
- جشن‌های ایرانی - جشن آبانگان